# Elisabeth Vietje
Elisabeth Vietje (* 11. Mai 1902 in Hannover; † 2. Mai 1963 ebenda) war eine deutsche Pädagogin und Politikerin (CDU).

## Leben und Beruf
Nach dem Besuch des Lyzeums in Hannover und des Oberlyzeums in Duderstadt erhielt Vietje 1922 die Lehrbefähigung für Lyzeen, Mittelschulen und Volksschulen. Anschließend arbeitete sie vorübergehend in einem Fremdberuf. Sie war später bis 1929 ohne Beschäftigung, nahm 1930 eine Tätigkeit als Hospitantin und Hilfslehrerin auf und erhielt 1939 eine Festanstellung. Von 1939 bis 1952 wirkte sie als Mentorin an der Übungsschule der Pädagogischen Hochschule Hannover. Sie wurde 1952 kommissarische Schulleiterin, war seit 1953 Rektorin und arbeitete von 1958 bis 1960 als Oberschullehrerin am Mädchengymnasium St. Ursula in Hannover.

## Partei
Vietje hatte sich 1945 der CDU angeschlossen und war später Vorsitzende der Frauenvereinigung des CDU-Landesverbandes Hannover. Außerdem war sie Mitglied des Kulturpolitischen Landesausschusses Niedersachsen.

## Abgeordnete
Vietje war 1945/46 sowie von 1948 bis 1954 Ratsmitglied der Stadt Hannover. Dem Deutschen Bundestag gehörte sie von 1953 bis 1957 sowie vom 6. Mai 1960, als sie für den verstorbenen Abgeordneten Adolf Cillien nachrückte, bis zu ihrem Tode an. Sie war stets über die Landesliste Niedersachsen ins Parlament eingezogen.